# Добреньков, Владимир Иванович
Влади́мир Ива́нович Добренько́в (4 февраля 1939, Сталинград, СССР — 4 июня 2025, Москва, Россия) — советский и российский философ

 и социолог, специалист в области истории социологии, социологии и философии религии. Доктор философских наук (1975), профессор, заведующий кафедрой истории и теории социологии социологического факультета МГУ, организатор и первый декан социологического факультета МГУ (1989—2014). Президент Российской социологической ассоциации, председатель учебно-методического объединения по социологии и социальной антропологии. Придерживался консервативных убеждений.

## Биография
Родился 4 февраля 1939 года в Сталинграде.
С 1946 по 1956 год учился в сталинградской средней школе № 4, окончил её с серебряной медалью.
В 1961 году поступил на философский факультет МГУ имени М. В. Ломоносова и в 1966 году окончил его с отличием.
С 1966 по 1969 год учился в аспирантуре философского факультета МГУ. В 1969 году защитил диссертацию на соискание учёной степени кандидата философских наук по теме «Неофрейдистская социологическая концепция Эриха Фромма (критический анализ субъективно-идеалистических оснований неофрейдистской социальной философии)».
В 1975 году защитил диссертацию на соискание учёной степени доктора философских наук по теме «Современный протестантский теологический модернизм в США».
С 1978 по 1983 год работал заместителем проректора МГУ по учебной работе, затем был назначен директором Института повышения квалификации преподавателей общественных наук — проректором Московского университета.
С 1985 года — профессор и заведующий кафедрой истории социологии философского факультета МГУ.
В 1986—1992 годах был проректором МГУ по учебной и научной работе гуманитарных факультетов.
Организатор и первый декан социологического факультета МГУ (1989—2014).
С 1989 года — профессор и заведующий кафедрой истории и теории социологии социологического факультета МГУ.
С 1989 года возглавляет Учебно-методическое отделение 143 университетов России по специальности «социология», «социальная антропология», «организация работы с молодёжью».
С июля по ноябрь 1994 года — вице-президент РАГС при Президенте РФ.
С июля 1997 года — ректор Международного университета бизнеса и управления (с 2005 года — Международная академия бизнеса и управления).
В сентябре 2008 года по инициативе В. И. Добренькова и идеолога современного евразийства А. Г. Дугина при социологическом факультете МГУ был создан Центр консервативных исследований.
Умер 4 июня 2025 года в возрасте 86 лет.

## Научная деятельность
В. И. Добреньков старается соединить каузальный, семиотический, социально-отражательный и системно-функциональные подходы для объяснения особенностей религии, в объяснении деструктивной роли философии по отношению к богословию, которое пытается поглотить различные виды философских теорий. В монографии «Современный протестантский теологический модернизм: его замыслы и результаты» рассмотрены вопросы теоретического религиоведения. Монография «Методологические вопросы исследования религии» посвящена разработкам новых подходов к пониманию природы религии, сущности взаимоотношения теологии и философии: предлагается толкование идеологии общественных отношений, религиозного культа как разновидности социальных идеальных форм. В трудах исследованы отношения христианской богословской мысли к социальной революции, рассматриваются различные теологические системы, школы, течения, которые стремятся описать место религии в эпоху социальных революций.

## Убийство Марии Добреньковой. Борьба за восстановление смертной казни
«В настоящее время суды не выносят смертных приговоров за преднамеренные убийства, ибо в угоду политической конъюнктуре и Западу в нашей стране введен мораторий на приведение в исполнение приговоров такого рода. Считаю это серьезным нарушением прав подавляющего большинства законопослушных граждан нашего общества. Закон, который позволяет убийцам избежать возмездия, не может быть справедливым. В таком законе нет Правды, а значит, необходимо его изменить. Мораторий на смертную казнь должен быть отменен». Из открытого письма Владимира Добренькова Владимиру Путину
29 декабря 2001 года дочь Владимира Добренькова 21-летняя Мария со своим женихом, 19-летним Александром Панаковым (внуком председателя Совета директоров «Лукойла» Валерия Грайфера), поехала в кафе на автомобиле «Lexus», принадлежавшем Александру. Но до кафе они не доехали. С ними не могли связаться ни родные, ни друзья, к делу была привлечена милиция. На следующий день «Lexus» был найден ограбленным, а неподалёку от него находились тела Марии и Александра. Их смерть наступила от огнестрельных и нанесённых тупым предметом ранений.
Самой первой версией следствия стало убийство Панакова с целью завладения капиталами его деда. Позже от этой версии отказались. Через некоторое время были арестованы настоящие убийцы, пятеро человек, и был определён мотив преступления — банальное ограбление. За расследованием лично следил президент В. В. Путин. Суд приговорил убийц к срокам от 18 до 21 года строгого режима с конфискацией имущества, несмотря на то что прокурор требовал пожизненного заключения. Организатор преступления Константин Пеливанидис, шестой участник убийства, до сих пор находится в розыске.
После трагической гибели дочери В. И. Добреньков принял решение восстанавливать недействующий храм села Говорово, вблизи которого произошло убийство. В 2007 году он также основал «Фонд памяти Марии», специализирующийся на социальной работе.
После убийства Добреньков, бывший ранее убеждённым сторонником полной отмены смертной казни как вида уголовного наказания, стал активно выступать в поддержку отмены моратория на смертную казнь в России, обратился с открытым письмом к Путину, выступил инициатором политического мероприятия в МГУ «Народ и власть о смертной казни». Он принял участие в написании сборников «Преступление и наказание», «Нас убивают» (вышел под его редакцией в 2004 году) и специальном сборнике «Право на смертную казнь». В них были изложены статьи профессиональных исследователей, сторонников смертной казни, и «Письма скорби» — письма людей, у которых убили близких и которые присоединились к позиции Добренькова. Во время написания этих книг Добреньков получил тысячи писем со схожими историями. Он неоднократно выступал на телевидении, отстаивая право населения на смертную казнь. Социолог Александр Бикбов по этому поводу отметил, что, прибегнув к доводам науки и родительского горя, Добреньков стал инициатором нового витка кампании за восстановление смертной казни, когда политические аргументы прежних сторонников казались исчерпанными.

## Общественная деятельность
В мае 2009 года Добреньков обратился с открытым письмом к Д. А. Медведеву, обращая его внимание на то, что Высшая школа экономики выиграла у соцфака конкурс на разработку образовательных стандартов (предложив выполнить заказ государства за сумму, в 10 раз меньшую суммы соцфака). Это вызвало у декана обеспокоенность возможными политическими последствиями:

«…угроза состоит в том, что в связи с разработкой новых образовательных стандартов по социальным наукам предпринимается ряд управленческих шагов со стороны Министерства образования и науки, которые: могут вызвать резкую критику со стороны вузовской общественности и даже студентов, создать у них протестные настроения, что весьма нежелательно в нынешней ситуации в России; приводят к критическим диспропорциям в сторону зарубежного влияния на формирование стратегических принципов и содержательных векторов развития социальных наук; закладывают основы контроля за российской социальной динамикой, а также формируют инструменты реального манипуляционного управления нашим обществом (в особенности это касается социологии как одного из наиболее мощных инструментов управления общественным сознанием и социальными процессами); идейно выхолащивают курсы, которые призваны формировать патриотизм будущих поколений, а на практике будут воспитывать пренебрежительное отношение к Отечеству, традиционным российским духовно-нравственным ценностям и ориентацию на эгоистические потребительские ценности».

## Критика

### Оценка научного уровня факультета
После начала волнений на соцфаке ректором МГУ Садовничим и Общественной палатой при президенте РФ были созданы комиссии, которые в целом подтвердили правоту обвинений студентов (см. ниже). В частности, экспертный анализ учебников, написанных Добреньковым, показал не только их низкий уровень, но и прямой и систематический плагиат в них. В декабре 2007 года Рабочая группа опубликовала экспертное заключение, в котором отметила:

«Уровень подготовки специалистов на факультете социологии МГУ не отвечает мировому уровню, потребностям рынка труда, запросам работодателей… ряд учебных пособий, прежде всего базовый учебник „Социология“ в трёх томах, подготовленный деканом В. И. Добреньковым в соавторстве с А. И. Кравченко, совершенно неудовлетворителен, так как не учитывает современное состояние социологии в стране и за рубежом. Достоверно установлен факт заимствования чужих текстов без ссылок на источник, то есть плагиат… В числе выпускных сочинений студентов, рекомендованных кафедрами для ознакомления (…) имеются глубоко идеологизированные в духе нетерпимости к иным культурам, изоляционизма. Вопросы для выпускного экзамена не предполагают знание современного состояния дисциплины ни в области теории, ни в методологии. (…) преподаватели факультета не публикуют своих работ в ведущих отечественных журналах, равно как и в зарубежных, не участвуют в международных конференциях. Рабочая группа вынуждена фиксировать состояние самоизоляции факультета от контактов и с видными отечественными социологами, и с зарубежными, отсутствует практика приглашения с лекциями специалистов извне. Судя по ряду публичных высказываний проф. В. И. Добренькова, администрация планирует подготовку специалистов социологов в рамках так называемой православной социологии. Само по себе это не вызывало бы негативного отношения, если не учитывать, что речь идёт о факультете лидирующего университета страны, выпускники которого должны быть конкурентоспособными на мировом рынке специалистов…»
Рабочая группа рекомендовала объявить открытый конкурс на должность декана.

### Обвинения в диктаторском стиле руководства и вытеснении неугодных
Уволенные с факультета преподаватели обвиняют Добренькова в создании режима личной диктатуры и изгнании всех нелояльных к нему — как преподавателей, так и студентов, в том числе незаконными методами Как отмечалось в заявлении недовольных студентов, за несколько лет с факультета было вытеснено 15 неугодных учёных, заменённых «молодыми некомпетентными карьеристами» В самом первом материале, освещающем события на социологическом факультете МГУ, выпускник факультета и руководитель неформального семинара со студентами-социологами Александр Бикбов охарактеризовал факультет как «коммерческое предприятие с экстремистским комплексом», перечислив его признаки: злоупотребления деканатом монопольной властью, ощутимый антиинтеллектуализм, навязываемые руководством ультраконсервативные политические взгляды, мелочный контроль за поведением учащихся и сотрудников, извлечение деканатом максимальной коммерческой выгоды из коррупционных отношений со студентами и сверхэксплуатации преподавателей.

### Обвинения в развале работы на факультете
По мнению доктора философских наук Елены Кукушкиной, вынужденной покинуть факультет (по некоторым утверждениям, потому, что она отказалась взять Добренькова в соавторы), «на факультете методично, на протяжении многих лет разрушается учебный процесс и научная работа».
По мнению профессора Андрея Здравомыслова, «в настоящее время преподавание социологии на соцфаке МГУ идёт вне мирового социологического дискурса, ориентируясь на консервативный и изоляционистский подход». Прокламируемую Добреньковым ориентацию на «уваровскую триаду» (в редакции: «православие, государственность, народность») Здравомыслов назвал «мракобесием». По мнению директора Центра социальной политики и гендерных исследований Павла Романова, «катастрофическая ситуация» на социологическом факультете МГУ отразила деградацию всей российской социологии, которая отягощена «погружением в собственную исключительность, некритическим отношением к своим успехам и достижениям, жаждой ресурсов и власти, изоляционизмом по отношению к мировой науке». Однако он согласился с редактором журнала «Логос», социологом Александром Бикбовым в том, что на социологическом факультете МГУ эти тенденции достигли крайней и вопиющей формы. По определению доцента ЕуСПб Михаила Соколова:

«Слово „деградация“ вряд ли является слишком сильным описанием того, что произошло в МГУ. (…) На факультете не работает в данный момент ни один сколько-нибудь известный в России (не говоря уже об известности за пределами страны) учёный. Исключение составляют сам декан Добреньков, который до начала студенческих протестов был узнаваем, преимущественно, как горячий поборник смертной казни».
Факультет он охарактеризовал как «частное предприятие» декана, направленное на извлечение максимальной прибыли и фактически ориентированное на потребности тех студентов, которых интересуют дипломы и отсрочки от армии, а не приобретение реальных знаний.

### Обвинения в низком уровне учебников Добренькова
Сотрудники Центра независимых социальных исследований в открытом письме следующим образом охарактеризовали изданные Добреньковым учебники: «По мнению нашего профессионального сообщества, тексты В. И. Добренькова безусловно имеют право на существование, хотя, по правде говоря, они очень далеки от представлений о современной учебной литературе, поскольку базируются на постулатах научного коммунизма. То, что все студенты нашей страны получают представление о социологии из этих учебников, факт огорчительный». Более твёрдую и нелицеприятную оценку качества учебников дала вневедомственная Рабочая группа при Общественной палате РФ, а также ряд независимых экспертиз, которые обнаружили в тексте учебников обширный плагиат (см. далее).

### Экспертиза по вопросу о плагиате
Весной 2007 года ОД-групп заказала независимым специалистам экспертизу трёх факультетских учебников (два — авторства Добренькова и Кравченко и один — написанный Кравченко) на предмет плагиата. Экспертиза выявила масштабные, целыми страницами, заимствования в этих учебниках. 24 мая результаты экспертизы были распространены на заседании комиссии при Общественной палате. Экспертизе были подвергнуты следующие учебники:
- Добреньков В. И., Кравченко А. И. Фундаментальная социология: В 15 т. — Т. 1: Теория и методология. — М.: ИНФРА-М, 2003.
- Кравченко А. И. История социологии: Учебник. — М.: Издательство «Проспект», 2006.
- Добреньков В. И., Кравченко А. И. Социология: учебник. — М.: Инфра-М, 2007.

Во всех трёх случаях выборочная проверка «показала масштаб заимствования авторами чужих текстов, в большинстве случаев без оформления соответствующих ссылок. Проверка показала активное использование авторами чужих текстов или их фрагментов, дословно или с помощью легкой перифразы, при отсутствии ссылок на использованные работы, что позволяет говорить о явном плагиате». Кроме того, в первом случае указывается «на искажающие смысл цитирования, вырванные из контекста оригинальных работ», во втором констатируется, что «большая часть данного учебника входила в разнообразные учебные пособия, а именно:

1. Добреньков В. И., Кравченко А. И. История зарубежной социологии. — М.: ИНФРА-М, 2004. — (Серия: Классический университетский учебник).

2. Добреньков В. И., Кравченко А. И. Фундаментальная социология. — Т. 1: Теория и методология. — М.: ИНФРА-М, 2003.»
, что по мнению экспертов показывает не только распространённость автоплагиата, но и заставляет задуматься над тем, не выполнены и эти учебные пособия аналогичными способами".
В качестве одного из примеров плагиата Н. Савельевой приводилась фраза учебника, где Добреньков сообщает о себе:
Я присутствовала на обряде инициации, но только на женской её части, потому что на мужскую пускали только мужчин»
Постоянный соавтор Добренькова, А. И. Кравченко, был в 2002 году уличён в плагиате по суду.
По мнению проректора ЕуСПБ Даниила Александрова, вскрывшиеся факты продемонстрировали не только «халтурность» учебников Добренькова — Кравченко, но и стали свидетельством «какого-то жутко низкого уровня, в котором существует наша социология и общественные науки в целом, когда вот такое заимствование не представляется проблемой для людей, которые это делают».

### Конфликт со студентами
Среди студентов соцфак МГУ называют «самым зелёным факультетом» (по цвету долларов) и «ПТУ при МГУ»; распространена также поговорка: «Одни идут поступать в Московский университет, а другие — на социологию».
Обширный список обвинения был выдвинут в отношении Добренькова и установленных им порядков на кафедрах студенческой инициативной группой (OD-Group) весной 2007 года. В заявлении студентов утверждалось:
- «Учиться невыносимо скучно, а учить хорошо невозможно»;
- «Образование на факультете — только фикция»;
- «Жизнь в стенах факультета — это казарма».

Студенты обвиняли Добренькова в том, что он изгоняет с факультета признанных учёных, заменяя их молодыми некомпетентными карьеристами; студентов не знакомят с современным состоянием науки, скрывают от них информацию о выступлениях международных учёных и блокируют студенческий обмен с зарубежными вузами; деньги по грантам, получаемым факультетам, передаются не тем, кто выполняет работы, а посторонним лицам, отчего у преподавателей исчезает стимул к работе; преподавателей заставляют читать курсы по «бессодержательным учебникам», написанным лично Добреньковым; насаждается доносительство; наконец, Добреньков распространяет на факультете националистические брошюры и сгоняет студентов на лекции их авторов. В качестве примера последних приводилась брошюра «Почему зачищают Землю Русскую?», в которой:

«…развязывание мировых войн и инициатива создания атомной бомбы» приписывается масонам, утверждается, что «сионистское лобби … определяет политику США и Великобритании; держит в своих руках мировую финансовую систему (в частности — выпуск долларов), практически контролирует все крупнейшие СМИ, средства коммуникации и связи», Россия называется «Страной-Праведником», а Америка — «Страной-Зверем», на полном серьёзе в качестве достоверного источника цитируются «Протоколы сионских мудрецов».
С марта 2007 года ряд студентов социологического факультета, вместе с которыми выступали также студенты других факультетов и активисты политических организаций, требовал отставки Добренькова; утверждалось, что уровень преподавания на факультете падает и идеологизировался; события вызвали значительный общественный резонанс (подробнее см. в статье Социологический факультет МГУ). В частности, были выдвинуты обвинения, касающиеся и лично Добренькова. Конфликт начался с вопроса о высоких ценах в студенческой столовой, принадлежащей сыну Добренькова; по словам студентов, когда они пожаловались декану на то, что в столовой обед стоит 400 рублей, тот ответил, что «бедные на факультете не учатся». 28 февраля 2007 года вызванная Добреньковым милиция арестовала студентов, раздававших листовки с протестом против цен в столовой. Этот случай радикализировал студентов: при участии активистов либерально-правозащитных и левых молодёжных организаций была создана студенческая инициативная группа (OD-Group), выдвинувшая ряд требований по улучшению качества образования и прекращению мелочного контроля за студентами и преподавателями (см. выше). Требования студентов были поддержаны социологическим сообществом, давно уже недовольным положением на факультете. Открытые письма в поддержку студентов написали декан факультета социологии ГУГН, бывший директор Института социологии РАН, профессор Владимир Ядов; академик РАН, декан факультета «Московская школа социальных и экономических наук» АНХ при Правительстве РФ Татьяна Заславская; профессор Андрей Здравомыслов; социологи Центра независимых социологических исследований; Санкт-Петербургская ассоциация социологов. Сам Добреньков утверждал, что студенческие волнения — провокация и «рейдерский наезд», организованные его конкурентами по выборам на должность декана и «прозападными» социологами, недовольным его «патриотической» позицией. Кроме того, он предъявлял протестантам политические обвинения и направил президенту Путину и депутатам Государственной думы письмо, в котором заявлял, что OD-Group оплачена «определёнными политическими силами прозападной ориентации», использует «технологию цветной студенческой революции для захвата власти», их деятельность носит «экстремистский характер» и нацелена на то, чтобы «сформировать протестные настроения и направить их против существующего порядка страны».
Сторонники декана Добренькова, например авторы консервативного портала evrazia.org, обвиняют OD-Group в срыве образовательного процесса и клевете на действующую администрацию факультета. Критики OD-Group указывают на тот факт, что одна из участников кампании, студентка социологического факультета и журналистка Наталья Морарь ранее работала пресс-секретарём коалиции «Другая Россия». Указывается также тот факт, что среди участников OD-Group были лица, не являющиеся студентами социологического факультета. С другой стороны, сами участники OD-Group никогда этого не скрывали, а, напротив, писали об этом на своём официальном сайте. По их мнению, запугивание властей «оранжевой угрозой» на факультете было единственным аргументом, который деканат мог противопоставить студентам.
Добреньков заявлял, что OD-Group оплачена «определёнными политическими силами прозападной ориентации», использует «технологию цветной студенческой революции для захвата власти», их деятельность носит «экстремистский характер» и нацелена на то, чтобы «сформировать протестные настроения и направить их против существующего порядка страны»; по данным студентов, в этих выражениях были составлены письма, разосланные Добреньковым президенту Путину и депутатам Государственной Думы. По словам Добренькова, «начато активное применение технологии по мобилизации экстремистской молодёжи для распространения через неё на массу учащихся псевдореволюционных идей, успешно реализованных в Сербии, Грузии, Украине и Киргизии», а потому следует «очень серьёзно оценивать те события, которые происходят (на соцфаке), с политической точки зрения, надо обладать политической дальновидностью, чтобы за каждым частным явлением, которое, казалось бы, носит частный характер, видеть те серьёзные последствия для государства».
Добреньков также утверждал, что волнения являются попыткой «рейдерского захвата» факультета и за спинами студентов якобы стоит «прозападная» группа социологов, которой не нравится «державная, патриотическая позиция» его руководства. Конкретно в связи с этим назывались имена уволенных с факультета доцента Олега Иванова и профессора Григория Бутырина, выступавших соперниками Добренькова во время выборов декана.
В защиту Добренькова выступили депутаты Сергей Бабурин и Наталия Нарочницкая. Бабурин заявил, что объектом кампании, развёрнутой против Добренькова, стали «нравственные принципы отечественного образования и науки», а Нарочницкая — что главной причиной кампании стали православно-патриотические взгляды Добренькова и его стремление воспитать вокруг себя в рамках МГУ национально ориентированную научную школу. В православно-патриотических кругах была также распространена интерпретация конфликта как борьбы атеистов против православия и православного учёного. «Союз православных граждан» обвинил противников Добренькова в желании заменить «пропаганду православия», которую ведёт Добреньков, «пропагандой гей-парадов».
Учёный совет соцфака выступил с заявлением, в котором квалифицировал кампанию против Добренькова как «реальную угрозу безопасности общества и государства» и обратил «внимание научно-педагогической общественности и официальных властных структур» на «особую опасность подобной подстрекательской деятельности в преддверии парламентских и президентских выборов». При этом он выразил уверенность, что «на примере социологического факультета определёнными политическими силами отрабатывается технология „цветной“ студенческой революции по захвату власти в вузах и осуществления полного контроля над сознанием и поведением студентов в целях их вовлечения в политическую деятельность в нужном для „заказчиков“ направлении».
Профессор Ядов заявил в связи с этим:

Позиция Учёного совета, поддерживающего декана, попирает традиционные нравственные принципы российской интеллигенции. Все это позорит не только руководство факультета, но и репутацию Московского университета — гордости России.
К осени острая фаза конфликта стала утихать. Добреньков избегал встреч со студентами; начались угрозы тем участникам OD-Group, которые ещё оставались на факультете; были уволены преподававшие на факультете «философы», в которых усмотрели зачинщиков «бунта»; дисциплинарные меры и контроль над студентами были усилены. По мнению участника OD-Group Олега Журавлёва, к концу года ситуация на факультете ещё более ухудшилось, были составлены списки на отчисление, куда вошли как члены группы, так и другие неугодные. Однако от отчисления, по словам Журавлёва, можно было откупиться, внеся деньги в «чёрную кассу».
В январе были «завалены» на зимней сессии (хотя числились в числе лучших) и отчислены четыре студентки-активистки, как намекнул сам Добреньков, за то, что вступились за ранее отчисленных. По словам бывшего преподавателя Нины Сорокиной, «создали какую-то деканатскую комиссию, пришли люди совершенно посторонние и откровенно сказали преподавателю, который читал лекции: вот этому студенту ставь „двойку“»; преподавателю, который отказался выполнить такое требование, отменили надбавку к зарплате. 27 марта 2008 года студенты организовали акцию протеста, в которых приняли участие также преподаватели. Две студентки были восстановлены ректоратом, но немедленно перевелись из МГУ.

### Обвинения в поддержке псевдоучёных на почве гомофобии
В июне 2008 г. Добреньков пригласил в МГУ американского исследователя Пола Кэмерона и (при поддержке фонда им. Питирима Сорокина) с его участием был устроен круглый стол «Социальные нормы и перспективы развития общества», на котором Кэмерон прочёл доклад «Гомосексуализм и демографические проблемы».
На круглом столе В. И. Добреньков выразил обеспокоенность нравственным состоянием российского общества, в частности, в связи с продвижением легализации гомосексуальности и проведением гей-парадов. «Ну, о каких еще правах гомосексуалистов и лесбиянок можно говорить при этом?! Все эти попытки проведения гей-парадов, введения полового воспитания — это растление нашей молодёжи, которой наше общество должно сказать чёткое и ясное „нет!“, в противном случае мы потеряем Россию». Поэтому, по его словам, «наша миссия сегодня заключается в том, чтобы (…) заставить общество прислушаться к голосу учёных и трезвых людей».
Между тем, как отмечает профессор Андреас Умланд, «доктор Кэмерон имеет репутацию псевдоучёного, прославившегося своими предвзятыми статьями о гомосексуалах. Качество публикаций Камерона было настолько низким, что в ответ на его статьи последовал ряд реакций научных организаций США, одной из которых было высказывание Американской социологической ассоциации в 1986 году о том, что „Пол Камерон — не социолог“». Лидеры российского ЛГБТ-движения обвинили Добренькова в гомофобии, отметив, что Камерон был официально осуждён социологическим и психологическим сообществами США и Канады за систематическую подтасовку и искажения в своих исследованиях и исключён из Американской психологической ассоциации. Отмечалось также, что одна из правозащитных организаций причисляет основанный Камероном «Институт исследования семьи» к «группам, разжигающим ненависть» .
Профессор Калифорнийского университета специалист в области изучения гомофобии Грегори М. Херек писал по этому поводу:

- Возьмите одного американского гомофобного активиста, который случайно получил степень доктора философии в области психологии и был осужден крупными профессиональными объединениями психологов и социологов, на родине и в Канаде.
- Добавьте один факультет русского университета, где обучение некачественное, преподаватели не публикуются в академических журналах, декан был обвинен в плагиате, а в студенческих работах поощряется ксенофобия.
- Смешайте и приправьте сомнительными результатами исследований, опубликованными в малопрестижном академическом журнале.

Вот рецепт недавнего визита Пола Камерона на социологический факультет Московского государственного университета.

## Должности и награды
Член комиссии МГУ по академическим вопросам, член Учёного Совета МГУ, председатель Учёного Совета социологического факультета МГУ, председатель Специализированного совета по защите докторских диссертаций по социологическим наукам, вице-президент Академии социальных наук РФ, президент Российской социологической ассоциации (РоСА), главный редактор реферативного журнала РАН «Социология», главный редактор научного журнала «Вестник МГУ» (серия Социология и Политология), главный редактор журнала РоСА «Социология». За большую учебную, научную и научно-организационную деятельность Владимир Добреньков награждён орденами Дружбы народов, Трудового Красного Знамени, Почёта, Дружбы. В 2001 удостоен премии имени М. В. Ломоносова МГУ. Действительный член Российской академии социальных наук (1994), действительный член Международной академии информатизации (1994), заслуженный профессор МГУ.

## Научные труды

### Монографии
- Добреньков В. И. Неофрейдизм в поисках истины. (Иллюзия и заблуждения Э. Фромма). — М.: Мысль, 1974.
- Добреньков В. И. Модернизация идеи бога в современной религии. — М.: Знание, 1978. (Новое в жизни, науке, технике. Серия «Научный атеизм»).
- Классическая социология 19-20 веков. В 2 тт / Отв. ред., автор предисловия В. И. Добреньков. — М., 1997.
- Добреньков В. И. Социология. — М.: Гардарики, 2000.
- Волков Ю. Г., Добреньков В. И., Кадария Ф. Д., Савченко И. П., Шаповалов В. А. Социология молодёжи. Учебное пособие для студентов вузов. / Под ред. Ю. Г. Волкова. — Ростов-на-Дону: Феникс, 2001. — 576 с.
- Добреньков В. И., Кравченко А. И. Социология. Краткий курс. — 2001.
- Добреньков В. И., Кравченко А. И. Социология: В 3 тт: Т. 1: Методология и история, Т. 2: Социальная структура и стратификация, Т. 3: Социальные институты и процессы. — М. : Инфра-М, 2001.
- Добреньков В. И., Костюченко Л. Г. Примерная программа дисциплины `Социология` федерального компонента цикла общегуманитарных и социально-экономических дисциплин в государственном образовательном стандарте высшего профессионального образования второго поколения. — 2001.
- Добреньков В. И., Кравченко А. И., Нечаев В. Я. Общество и образование. — М.: Инфра-М, 2003. — 382 с.
- Добреньков В. И., Кравченко А. И. Фундаментальная социология. В 15 томах.
  - Том 1. Теория и методология. — М.: ИНФРА-М, 2003. — 908 с.
  - Том 2. Эмпирическая и прикладная социология. — М.: Инфра-М, 2004.
  - Том 3. Методика и техника исследования. — М.: Инфра-М, 2004. — 932 с.
  - Том 4. Общество: статика и динамика. — М.: Инфра-М, 2004. — 1120 с
  - Том 5. Социальная структура. — М: ИНФРА-М, 2004. — 1096 с.
  - Том 6. Социальные деформации. — М.: ИНФРА-М, 2005. — 1074 с.
  - Том 7. Человек. Индивид. Личность. — М.: ИНФРА-М, 2005. — 960 с.
  - Том 8. Социализация и образование. — М.: ИНФРА-М, 2005. — 1040 с.
  - Том 9. Возрасты человеческой жизни. — М.: ИНФРА-М, 2005. — 1094 с.
  - Том 10. Гендер. Семья. Родство — М. : Инфра-М, 2006. — 1093 с.
  - Том 11. Культура и религия. — М. : ИНФРА-М, 2007. — 1104 с.
  - Том 12. Экономика и труд. — М.: ИНФРА-М, 2007. — 1152 с.
  - Том 13. Организация и управление. — М.: ИНФРА-М, 2007. — 942 с.
  - Том 14. Власть. Государство. Бюрократия. — М.: ИНФРА-М, 2007. — 964 с.
  - Том 15. Стратификация и мобильность. — М.: ИНФРА-М, 2007. — 1029 с
- Волков Ю. Г., Добреньков В. И., Нечипуренко В. Н., Попов А. В. Социология. 2-е изд., испр. и доп. — М.: Гардарики, 2003. — 512 с.
- Добреньков В. И. Психоаналитическая социология Эриха Фромма. — М.: Альфа-М, 2006. — 448 с
- Добреньков В. И., Кравченко А. И. Социальная антропология. — 2008.
- Добреньков В. И., Кравченко А. И. Социология. — М.: Академический проект, 2009. — ISBN 978-5-8291-1150-2.
- Добреньков В. И. Социологическое образование в России. — М.: Академический проект, 2009. — ISBN 978-5-8291-1149-6.
- Добреньков В. И., Зборовский Г. Е., Нечаев В. Я. Социологическое образование в России. — М.: Альфа—М.: 2003. — 329 с.
- Добреньков В. И. Методология и методика социологического исследования. — М.: Академический проект, 2009. — ISBN 978-5-8291-1151-9.
- Добреньков В. И., Агапов П. В. Война и безопасность в России в XXI веке. — М.: Академический проект, 2011. — ISBN 978-5-8291-1275-2.
- Добреньков В. И. Ценностно-ориентированная социология: проблемное поле постнеклассической методологии — М.: Академический проект; Альма Матер, 2011. — 565 с. ISBN 978-5-8291-1347-6 (Академический проект)
- Добреньков В. И., Жабин А. П., Афонин Ю. А. Современные механизмы управления социальными изменениями: Учебное пособие для вузов. — М.: Академический проект; Альма Матер, 2012. — 281 с.
- Исправникова Н. Р., Добреньков В. И. Корупциjа савремени приступи истраживаньу. — Филозофски факултет у НИКШИТh НИКШИТh, 2012. — 217 с. ISBN 978-86-7798-073-3
- Добреньков В. И., Елишев С. О. Основы политологии. Консервативный взгляд. — М.: Академический проект; Альма Матер, 2013. — 311 с.
- Добреньков В. И., Исправникова Н. Р. "Пирамиды упущенных возможностей (российская версия «капитализма для своих»). — М.: Университетская книга, 2013. — 178 с.
- Добреньков В. И., Исправникова Н. Р. "Пирамиды упущенных возможностей (российская версия «капитализма для своих»). / 2-е изд., испр. и доп. — М.: Университетская книга, 2014. — 192 с. ISBN 978-5-91304-335-1
- Добреньков В. И., Жириновский В. В., Васецкий Н. А. Социология мировых цивилизаций: Учебное пособие для вузов. — М.: Академический проект, 2014. — 608 с. — (Gaudeamus) ISBN 978-5-8291-1539-5

### Статьи
- Добреньков В. И., Зборовский Г. Е., Нечаев В. Я. Проблемы и задачи социологического образования // Научный информационно-аналитический журнал «Образование и общество». — № 6. — 2003.
- Исправникова Н. Р., Добреньков В. И. Модернизация институтов — основной фактор преодоления коррупции в современной России. // Вестник Московского университета. Серия 18. Социология и политология. — 2011. — № 2. — С. 129—151.
- Исправникова Н. Р., Добреньков В. И. «Новая индустриализация» Владимира Путина в контексте основных концепций экономики инноваций // Вестник Московского университета. Серия 18. Социология и политология. — 2012. — № 3. — С. 5-28.
- Исправникова Н. Р., Добреньков В. И. 2012 Новый путь развития России: «модернизация» или «новая индустриализация» // V Международная научно-практическая Интернет-конференция «Проблемы формирования новой экономики XXI века», Киев
- Исправникова Н. Р., Добреньков В. И. Российская версия «капитализма для своих»: есть ли выход из тупика? // Вестник Московского университета. Серия 18 Социология и политология. — 2013. — № 3. — С. 26-55.
- Исправникова Н. Р., Добреньков В. И. 2013 Современные проекты легитимизации собственности в России // IX Международная научно-практическая конференция «Социально-экономические реформы в контексте интеграционного выбора Украины», Днепропетровск
- Добреньков В. И., Исправникова Н. Р., Зырянов В. В. Предприниматели как новый социальный слой российского общества // Компоративно социолошко истраживанье своjине и предузетништва у постоциjалистичком периоду (Црна гора — Русиjа), Университет Черногории, г. Никшич 2013